# Puto janetscheki
Puto janetscheki är en insektsart som beskrevs av Alfred Serge Balachowsky 1953. Puto janetscheki ingår i släktet Puto och familjen ullsköldlöss. Inga underarter finns listade i Catalogue of Life.